# Xinjiangchelyidae
De Xinjiangchelyidae zijn een familie van uitgestorven schildpadden die bekend zijn van het Vroeg-Jura tot het Midden-Krijt van Azië en West-Europa. Ze zijn over het algemeen geïnterpreteerd als ofwel basale Cryptodira of als zijnde geplaatst buiten de kroongroep Testudines.
De familie werd in 1990 benoemd door Lew Nesow.
De klade werd in 2014 door Rabi e.a. gedefinieerd als de groep omvattende Xinjiangchelys junggarensis Ye, 1986, en alle soorten nauwer verwant aan Xinjiangchelys dan aan Sinemys lens, Macrobaena mongolica Tatarinov, 1959, of enige huidige schildpad.

## Geslachten
- Annemys Itat-formatie, Rusland, Midden-Jura (Bathonien) Qigu-formatie, Shishugou-formatie, China, Laat-Jura (Oxfordien) Ulan Malgait-formatie, Mongolië, Laat-Jura (Tithonien)
- Brodiechelys Vectis-formatie, Verenigd Koninkrijk, Vroeg-Krijt (Barremien) Arcillas de Morella-formatie, Spanje, Vroeg-Krijt (Aptien)
- Camerochelys Enciso Group, Spanje, Vroeg-Krijt (Barremien-Aptien)
- Jastmelchyi
- Kalasinemys Phu Kradung-formatie, Thailand, Tithonien
- Larachelus Pinilla de los Moros-formatie, Spanje, Vroeg-Krijt (Hauterivien-Barremien)
- Phunoichelys Phu Kradung-formatie, Thailand, Tithonien
- Shartegemys Oelan Malgait-formatie, Mongolië, Laat-Jura (Tithonien)
- Tienfuchelys Shaximiao-formatie, China, Midden-Laat-Jura
- Undjulemys Onjüül vindplaats, Mongolië, Laat-Jura
- Xinjiangchelys Midden-Jura-Vroeg-Krijt, Azië
- Protoxinjiangchelys Xintiangou-formatie, China, Midden-Jura